# Poug Poussoum
 (novembre 2023).
Le Poug Poussoum («mariage» en moré) aussi connu sous le nom de « PPS », est un mariage arrangé traditionnellement pratiqué au Burkina Faso dans la plupart des ethnies.

## Histoire
Le Poug Poussoum signifie « les salutations de la femme » en langue mooré, est une célébration du mariage traditionnel ou coutumier au Burkina Faso. Selon des sources[Lesquels ?], certains rites qui encadrent cette cérémonie tels que le « pug suire » qui signifie « don de femme » et autres, ne se font plus de nos jours.
À l’origine, la fille était promise en mariage dès le bas âge ou même encore qu’elle soit dans le ventre de sa mère,,. Ce type de mariage avait pour but de renforcer des relations ou de consacrer des alliances stratégiques et ne demandait pas l’assentiment des principaux concernés par l’union; au-delà des individus qui se marient. C’est une cérémonie qui lie les deux familles de telle sorte que les problèmes du couple deviennent aussi ceux des deux familles.
Aujourd’hui, des lois consacrent la liberté de choix des conjoints, et les jeunes ont normalement la possibilité de décider qui ils veulent épouser. Mais il existe toujours le « pug suire » - aujourd’hui considéré comme un mariage forcé, - dans certaines ethnies et régions du Pays. Certains rituels liés au PPS ont aussi été abandonnés comme le « zu kokre ».

## Pratiques
Le Poug Poussoum consacre l’union d’un homme et d’une femme, l’acceptation et la bénédiction des différentes familles concernées. Il s’effectue toujours dans le village de la mariée. C’est le mariage traditionnel ou coutumier. C’est aussi le cérémonial lors duquel la dot est remise. Il est considéré comme sacré et d’une grande importance car il unit les familles et permet  de demander la bénédiction des ancêtres. En fonction des ethnies les rituels qui l’entourent et la dot peuvent varier.

### Chez les Mossi
Chez le peuple mossi, chaque peuple a sa manière de faire le PPS,. Généralement lors de la cérémonie du PPS, les sœurs et amies de la mariée prennent des objets appartenant au marié ou à sa famille et ne les leur remettent que lorsque ceux-ci auront payé une rançon. La mariée est même kidnappée par ses sœurs et ne sera libérée que si son mari paye le prix fixé. 
Chez les Ossis de Koudougou par exemple, il y a trois étapes dans la célébration du PPS : 
D'abord, Mãroogbãgre ou la présentation de famille : à cette étape, la famille du prétendant se rend dans le future belle-famille dans l'intention de se faire connaître et d'officialiser la relation de leurs enfants.
Ensuite, La cérémonie du poug poussoum : la cérémonie du PPS est la cérémonie de remise de la dot. Le prétendant accompagné de sa famille se rendent au village de sa future épouse pour y demander sa main en donnant les dons et la dot qui leur avait été demandée. Tout un ensemble de pratiques et de rites entoure cette étape. La dot peut être en nature et en espèces (animaux, argents, colas, sel, chaussures…). Elle a une valeur symbolique et sacrée car une fois que la famille de la mariée accepte, un lien est créé et ne doit être brisé. C'est pourquoi on n'accepte jamais une deuxième dot pour la même fille.
Enfin le Pugyisgo ou la consommation du mariage. C'est la remise officielle de la jeune mariée au marié. La consommation du mariage est devenue possible puisque la dot a été acceptée. La famille du marié en collaboration avec celle de la mariée choisissent un jour pour aller chercher leur femme.

### Chez les Dagara[14]
Chez les Dagara, il est obligatoire de verser des têtes de gros bétail pour la dot.
La jeune fille dagara ne peut prétendre au mariage traditionnel tant que sa sœur ainée ne s'est pas mariée. Si cette étape est franchie, elle doit maintenir sa relation secrète jusqu'à ce que son prétendant l'enlève. Juste quelques personnes sont mises dans la confidence. Cet acte symbolise la demande en mariage du jeune homme à la famille de sa fiancée. À partir de cet instant, un processus est enclenché jusqu'à ce que le mariage soit célébré. Vient ensuite le versement d'une somme d'argent équivalente au prix de 350 cauris aux parents de la jeune fille. C'est la première partie de la dot. La deuxième partie est le don de trois bœufs. Il faut noter que le troisième bœuf n'est pas obligatoire, il est réservé pour le premier fils du couple. Mais avant cette paie, les parents de la fille peuvent exiger du jeune homme de s'acquitter de leurs travaux champêtres pendant un ou deux ans. 
La célébration du mariage se déroule sur plusieurs jours.

### Chez les Dioulas[16]
Il y a deux manières d'épouser une Dioula dans le village de Lanfièra : soit par le "kosegui" (mariage entre cousin). C'est un mariage arrangé, puisque la première fille d'une femme mariée doit épouser le fils de son oncle maternel. Sinon, c'est par consentement. Lorsque le mariage est par consentement, les parents du marié doivent observer pendant un certain temps leur future belle-fille. Ils doivent s'assurer qu'elle respecte et répond à leurs valeurs. Ensuite les oncles du jeune marié vont voir les parents de la jeune fille pour demander sa main. Ils leur apportent 7 noix de colas et 35 f symbolique. Si la famille de la fille est consentante, elle accepte le cadeau et promet de leur revenir dans quelques jours. Si elle est consentante, elle convoque la famille du marié. Celle-ci est prévenue à l'avance qu'elle doit apporter 30 noix de cola et 35 f ou de la monnaie symbolique. Ensuite les deux familles conviennent de concert de la date du mariage et de la composition de la dot. 

### Chez les Bissas
Chez les Bissas, la dot devait être constituée de 12 bœufs. Mais les choses ont changé.